# Арафурско море
Арафурско море је део Тихог океана између Аустралије и Карпентеријског залива на југу, Нове Гвинеје на северу, Тиморског мора на западу и Коралног мора на истоку са којим комуницира преко Торесовог пролаза. Дуго је 1290 km, широко 560 km и има површину од 650.000 km². Највећим делом има дубину од 50 до 80 метара, која се повећава према западу.
Током последњег леденог доба Тиморско море је заједно са Карпентаријским заливом и Торесовим пролазом чинило велику равницу која је повезивала Аустралију и Нову Гвинеју формирајући континент Сахул, што је олакшало миграцију људи из Азије у Аустралију. 

## Географија
Арафурско море се граничи са Карпентаријским заливом и континентом Аустралије на југу, Тиморским морем на западу, Банским и Серамским морем на северозападу и Торесовим мореузом на истоку. (Одмах преко теснаца, даље на исток, лежи Корално море). Арафурско море је дугачко  1.290 km (800 mi) и широко 560 km (350 mi). Дубина мора је у већини места 50–80 m, а дубина расте према западу.
Море се простире изнад Арафурског прага, који је део Сахулског прага. Када је ниво мора био низак током последњег глацијалног максимума, Арафурски праг, Карпентаријски залив и Торесов мореуз формирали су велики, раван копнени мост који је повезивао Аустралију и Нову Гвинеју и олакшао миграцију људи из Азије у Аустралију. Комбинована копнена маса формирала је континент Сахул.

### Опсег
Међународна хидрографска организација (IHO) категоризује Арафурско море као једну од водених површина Источноиндијског архипелага. IHO дефинише своје границе на следећи начин:

На северу. Југоисточна граница Серамског мора [Линија од Кароефе, Нова Гвинеја, до југоисточног екстрема острва Ади, одатле до Тг. Боранга, северна тачка Ноехое Тјоета [Кај Бесар]  (5° 17′ S 133° 09′ E / 5.283° Ј; 133.150° И)] и источна граница Бандског мора [од Тг Боранга, северне тачке Ноехое Тјоета, преко овог острва до његове Јужне тачке, одатле линија до североисточне тачке Фордате, кроз ово острво и преко до североисточне тачке Ларат, острва Танимбар (7° 06′ S 131° 55′ E / 7.100° Ј; 131.917° И), низ источну обалу острва Јамдена [Јамдена] до његове јужне тачке, одатле преко Ангармасе до северне тачке Селарое и преко овог острва до Тг Аро Оесое његове јужне тачке (8° 21′ S 130° 45′ E / 8.350° Ј; 130.750° И)].
На Истоку. Југозападна обала Нове Гвинеје од Кароефе (133°27'E) до улаза у реку Бенсбак (141°01'E), а одатле линија до северозападног крајњег дела полуострва Јорк, Аустралија (11° 05′ S 142° 03′ E / 11.083° Ј; 142.050° И).
На југу. Уз северну обалу Аустралије од северозападног краја полуострва Јорк до рта Дон (11° 19′ S 131° 46′ E / 11.317° Ј; 131.767° И).
На Западу. Линија од рта Дон до Танџонг Аро Оесоеа, јужне тачке Селарое (Острва Танимбар).

## Име
Европска употреба назива „Арафурско море“ датира најмање од 1663. године, када је Јоан Блаеу у тексту на својој зидној мапи Источне Индије („Archipelagus Orientalis, sive Asiaticus“) записао да се становници Молучких острва називају себе „Алфорес”.
Име се такође појавило у Џорџ Виндзор Ерловом Упутству за једрење за Арафурско море из 1837. године, које је он саставио на основу наратива поручника Колфа и Модере из Краљевске холандске морнарице.
Иако се сугерише да Арафура потиче од португалске речи „Алфоурс“, што значи „слободни људи“, вероватније је да је море названо по Харафори, аутохтоном називу за „људе планина“ на Молучким острвима (део Индонезија), што је било објашњење које су забележили поручници Колф и Модера 1830-их.
Томас Форест је 1775. пловио кроз Молуке (Молучка острва) и документовао да је било људи који су себе називали „Харафора” који живе у западном крају Нове Гвинеје, у подређености „Папуасима”. Такође је пријавио њихово присуство у Магиндану (Минданао). Географ Конрад Малте-Брун поновио је Форестове извештаје о раси „Харафора“ 1804. године, и додао Борнео на листу места која је ова група насељавала. Етнолог Џејмс Ц. Причард је описао Харафоре као ловце на главе. Џон Колтер, у свом извештају о боравку у унутрашњости југозападне Нове Гвинеје 1835. године, је тамошње племене назвао „Хорафора“, и имао је утисак да су Папуанци и Хорафоранци две различите групе у Новој Гвинеји.
Топонимски речник АЈ ван дер Аја из 1939. године, недавно поново откривен у Холандском националном архиву, има следеће објашњење за име мора: „Становници Молука називали су себе 'харафори', преводећи 'Anak anak gunung' као 'деца планина'.”

## Рибарство
Арафурско море је богат риболовни ресурс, посебно за шкампе и домерсалне рибе. Економски важне врсте укључују барамунди, групери, пенаеидне шкампе и рибе фамилије Nemipteridae, између осталих.
У време када се многи морски екосистеми и рибљи фондови широм света смањују или урушавају, Арафурско море се истиче међу најбогатијим морским риболовним областима на Земљи. Међутим, природни ресурси Arafura су под повећаним притиском илегалних, непријављених и нерегулисаних риболовних активности.
Форум стручњака за Арафурско и Тиморско море (ATSEF) основан је 2002. године како би промовисао економски и еколошки одрживо управљање тим морима.